# Stemmiulus aoutii
Stemmiulus aoutii är en mångfotingart som beskrevs av Demange och Jean-Paul Mauriès 1975. Stemmiulus aoutii ingår i släktet Stemmiulus och familjen Stemmiulidae. Inga underarter finns listade i Catalogue of Life.